# Ованнисик Цареци
Ованниси́к (или Ованне́с) Цареци́ (арм. Հովհաննիսիկ (Հովհաննես) Ծարեցի, 1560—дата смерти неизв.) — армянский историк XVI века.

## Жизнь и творчество
Происходил из области Цар Хаченского княжества. Отца звали Мелкон. Был священником в монастыре Таде в Артазе (есть мнение, что это мог быть одноимённый монастырь Арцаха, то есть Дадиванк). Его часто путают со своим тёзкой — Ованнесом, сыном Джханшаха, Цареци (†1583), который приходился ему дядей. Обучение прошёл у Нерсеса Гнунеци (он же Амкеци) и своего дяди-тёзки. Занимался восстановлением и переписью рукописей, позже стал вардапетом. Способствовал строительству церкви Сурб Аствацацин в Сотке. Умер после 1621 года.
Известен благодаря своему безымянному хронографическому труду, охватывающему период между 1572 и 1600 годами. Этот труд содержит ряд важных сведений о турецко-персидской войне 1578—1590 годов, голоде 1579 года, освободительной борьбе грузин 1580-х и 90-х годов, и т. д., очевидцем которых он был. Историк XVII века Аракел Даврижеци включил хронографию Ованнисика (под заглавием «История страны Агванк, составленная вардапетом Иованнесом Тцареци») в свою «Книгу историй». Помимо изданий «Книги историй Аракела Даврижеци» (впервые в 1669 году), труд Цареци был издан в 1854 году (под заглавием «Краткая история Иованнисика вардапета»), и в 1893 году (в качестве дополнения к «Хронологии» Самуела Анеци). Одним из первых учёных, изучивших сочинение Цареци, был известный востоковед М. Броссе, публиковавший его французский перевод в 1874 году.